# Região Geográfica Imediata de Cruzeiro
A Região Geográfica Imediata de Cruzeiro é uma das 53 regiões imediatas do estado brasileiro de São Paulo, uma das cinco regiões imediatas que compõem a Região Geográfica Intermediária de São José dos Campos e uma das 509 regiões imediatas no Brasil, criadas pelo IBGE em 2017.
É composta por nove municípios, tendo uma população estimada pelo IBGE para 1.º de julho de 2019, de 163 994 habitantes e uma área total de 3 074,179 km².

## Municípios
Fonte: IBGE – Cidades
| Município            | População Estimada (2019) | Área (km²) |
| -------------------- | ------------------------- | ---------- |
| Arapeí               | 2 469                     | 156.903    |
| Areias               | 3 886                     | 305.227    |
| Bananal              | 10 945                    | 616.427    |
| Cachoeira Paulista   | 33 327                    | 287.99     |
| Cruzeiro             | 82 238                    | 305.699    |
| Lavrinhas            | 7 260                     | 167.067    |
| Queluz               | 13 420                    | 249.399    |
| São José do Barreiro | 4 147                     | 570.685    |
| Silveiras            | 6 302                     | 414.782    |
| Total                | 163 994                   | 156,903    |